# Вмираюча Земля (серія книг)
«Вмираюча Земля» (англ. Dying Earth) — назва серії книг написаних Джеком Венсом і декількох авторизованих сиквелів до них, створених іншими авторами.
Всі книги об'єднані загальним місцем дії та героями. Характерними темами творів серії є декаданс, занепад моралі і порочність людської природи, злиття науки і магії в єдине ціле, зміни соціальної структури суспільства. Одним з головних і найбільш популярних дійових осіб циклу є Кугель — антигерой, шахрай та авантюрист, який ніколи не оминає нагоди скористатися тими, хто його оточує, для своєї вигоди навіть якщо це вимагає здатності переступити через норми моралі й порядності, однак часто й сам стає жертвою шахрайства та обману.

### Джек Венс
- Вмираюча Земля (англ. The Dying Earth, 1950)
- Очі Верхнього світу (англ. The Eyes of the Overworld, 1966)
- Сага про Кугеля (англ. Cugel's Saga, 1983)
- Ріальто Чудовий (англ. Rhialto the Marvellous, 1984)

### Авторизовані твори інших авторів
- У пошуках Симбіліса (англ. A Quest for Simbilis, 1974) — роман Майкла Ші.
- Х'ю Майстер Відтінків (англ. Hew the Tintmaster, 2010) — оповідання Майкла Ші.
- Пісні вмираючої Землі (англ. Songs of the Dying Earth, 2009) — триб'ют-антологія видавництва Subterranean Press.

Також до вказаного циклу належить серія книг «Умираюча Земля — РПГ» видавництва Pelgrane Press, що містить підручники, карти, описи монстрів, списки заклинань для організації настільних рольових ігор Pelgrane Press за мотивами циклу.

## Світ Вмираючої Землі
Дія книг відбувається у далекому майбутньому, коли Сонце готове ось-ось згаснути, а магія править світом. Місяць зійшов зі своєї орбіти і зник у космосі. Цивілізація знаходиться у занепаді, люди роздроблені і живуть в окремих містах, котрі здебільшого становлять собою руїни і залишки колишньої величі. Землю населяють вампіри, деоданди, лейкоморфи, примари, та інші монстри, і це робить пересування між містами важким і небезпечним для непідготовленого мандрівника. Філософія і світогляд багатьох дійових осіб характеризуються фаталізмом — вони усвідомлюють неминучість наближення кінця, коли Сонце згасне і все життя на Землі зникне, і тому проводять свої дні, віддаючись порокам і не надто переймаючись про завтрашній день. Магія теж є тільки відлунням минулого. У давно минулу епоху Великого Мотолама чарівникам були відомі тисячі могутніх заклинань, тепер же від них залишилися тільки сотні, відомі завдяки збереженим книгам. Між деякими магами і торговцями рідкісних речей йде постійна прихована чи явна боротьба за володіння книгами з заклинаннями або магічними артефактами.
Опис системи чарів у книгах змінювалося упродовж серії. У більшості книг Венса застосування магії засноване на використанні книг із заклинаннями. Чарівники можуть читати заклинання з книги безпосередньо або запам'ятовувати і згодом вимовляти у потрібний час. При цьому згадується, що заклинання були створені в древні часи різними людьми на основі розуміння сутності законів світобудови і застосування немагічних наук, зокрема, математики. У першій і третій частинах «Ріальто Чудового» ця система доповнюється каменями Іоун, що дістаються із надр згаслих зірок і володіють магічними властивостями. Чим більше каменів збирає маг, тим сильнішим він стає, в тому числі і за рахунок посилення вимовлених заклинань. Друга частина «Ріальто Чудового» — Подих Фейдера — пропонує іншу систему магії. Вказується, що будь-яке заклинання — це набір команд, адресованих якимось істотам з надприродними здібностями, що діляться (за силою) на меддлінгів, сандестінів і дайхаків. У цьому творі маги вже не використовують заклинання як такі, а просто розмовляють з підлеглими їм істотами в довільній формі, змушуючи їх виконувати накази. Наступні книги серії, написані не Венсом, дотримувалися однієї з систем, комбінували або змінювали їх в залежності від уподобань авторів.